# Weldona
Weldona es un lugar designado por el censo ubicado en el condado de Morgan en el estado estadounidense de Colorado. En el Censo de 2010 tenía una población de 139 habitantes y una densidad poblacional de 341,84 personas por km².

## Geografía
Weldona se encuentra ubicado en las coordenadas 40°20′54″N 103°58′10″O / 40.34833, -103.96944. Según la Oficina del Censo de los Estados Unidos, Weldona tiene una superficie total de 0.41 km², de la cual 0.41 km² corresponden a tierra firme y (0%) 0 km² es agua.

## Demografía
Según el censo de 2010, había 139 personas residiendo en Weldona. La densidad de población era de 341,84 hab./km². De los 139 habitantes.